# Veronika Brandt
Veronika Brandt (* 26. Februar 1957 in Magdeburg) ist eine ehemalige deutsche Politikerin (DVU). Sie war von 1998 bis 2002 Mitglied im Landtag Sachsen-Anhalt.

## Ausbildung und Leben
Veronika Brandt legte 1973 den Abschluss der 10-klassigen POS ab und war 1973 bis 1984 Telefonistin beim Fernmeldeamt Magdeburg. 1976 erfolgte der Abschluss Facharbeiter für Fernsprechverkehr. 1985 bis 1990 war sie Sachbearbeiterin für Neuererwesen in der Großgaserei Magdeburg. 1989 machte sie einen Abschluss als Wirtschaftskauffrau und war 1990 bis 1995 Postangestellte. 1995 bis 1996 machte sie einen Computerlehrgang.
Veronika Brandt ist verheiratet und hat drei Kinder.

## Politik
Veronika Brandt trat 1997 in die DVU ein und war dort Mitglied des Landes- und des Kreisvorstandes. Sie wurde bei der Landtagswahl in Sachsen-Anhalt 1998 über die Landesliste in den Landtag gewählt. Im Landtag war sie Mitglied im Ausschuss für Recht und Verfassung, im Wahlprüfungsausschuss und im Ausschuss für Petitionen.
Ab Januar 2000 war sie fraktionslos. Seit dem 14. Februar 2000 gehörte sie der Fraktion Deutsche Volksunion-Freiheitliche Liste an, die März 2001 in Fraktion Deutsche Volksunion umbenannt wurde. Sie war zunächst stellvertretende Vorsitzende und seit Februar 2001 Parlamentarische Geschäftsführerin dieser Fraktion. Zur Landtagswahl 2002 trat sie nicht mehr an.